# Coenonympha virtunensis
Coenonympha virtunensis är en fjärilsart som beskrevs av Lambert-Joseph-Louis Lambillion 1909. Coenonympha virtunensis ingår i släktet Coenonympha och familjen praktfjärilar. Inga underarter finns listade i Catalogue of Life.